# Чжоу Цян
Чжо́у Цян (кит. упр. 周强, пиньинь Zhōu Qiáng) (род. 25 апреля 1960, уезд Хуанмэй, пров. Хубэй) — китайский государственный и политический деятель, заместитель председателя Всекитайского комитета Народного политического консультативного совета Китая 14-го созыва (с 10 марта 2023 года).
Ранее председатель Верховного народного суда КНР (2013—2023), глава парткома пров. Хунань (2010—2013), губернатор пров. Хунань (2006—2010), 1-й секретарь Секретариата ЦК Комсомола Китая (1998—2006). Член ЦК КПК с 2002 года.
Член КПК с сентября 1978 года, член ЦК КПК 16-20 созывов.

## Биография
По национальности ханец.
В 1978—1982 гг. студент юридического факультета Юго-Западного политико-юридического института, в 1982—1985 гг. аспирант того же института по специальности «гражданское право», получил степень магистра в юриспруденции.
В 1985—1995 годах работал в Министерстве юстиции КНР, в последний год работы там возглавлял его Законодательный департамент.
С 1995 года член Секретариата ЦК Комсомола Китая, в 1998—2006 гг. его 1-й секретарь.
В 2006—2010 годах губернатор провинции Хунань, в 2010—2013 годах глава парткома провинции и одновременно председатель ПК СНП провинции.
В 2009 году «Global Personalities» указал его среди пяти вероятных кандидатов на высшие посты КНР в числе шестого поколения руководителей КНР. Он указывается видным представителем «фракции комсомольцев» в КПК.
С марта 2013 года председатель и парторг Верховного народного суда КНР.
10 марта 2023 года на 3-м пленарном заседании 1-й сессии Всекитайского комитета Народного политического консультативного совета Китая (ВК НПКСК) избран заместителем председателя ВК НПКСК 14-го созыва.